# Adrien Baillet
Adrien Baillet (13 de juny de 1649, La Neuville-en-Hez - 21 de gener de 1706) fou un teòleg i crític literari francès. És conegut per ser un biògraf de René Descartes.

## Biografia
Nascut en una família pobra, els seus pares només pogueren enviar-lo a una petita escola al poble, tot i que aprengué llatí dels frares en un convent proper. Baillet rebé una educació al seminari teològic i fou nomenat posteriorment professor al col·legi de Beauvais. El 1676 fou ordenat sacerdot i fou presentat en una petita rectoria a Méru. Més tard fou canonge a Beaumont-les-Nonains.
Insatisfet de la seva vida, se'n va a París, on el 1680 fou nomenat bibliotecari de François-Chrétien de Lamoignon, advocat general al Parlament de París. Lector insaciable, adquireix un ample saber mentre elaborava un catàleg raonat en 32 folis de la seva biblioteca.
A partir d'aleshores comença a produir obres d'erudició, consagrades en la seva major part a la història i a la religió. La resta de la seva vida la passà treballant, tan viva era la seva devoció a l'estudi que es permeté només cinc hores al dia per al descans.

## Obres
- Jugement des savants sur les principaux ouvrages des auteurs, 1685-1686, 9 volums (tom 1 - 1725) (tom 3 - 1725) (tomo 5 - 1722).
- Des Enfants devenus célèbres par leurs études et par leurs écrits, 1688.
- Des Satires personnelles, traité historique et critique de celles qui portent le titre d'Anti, 1689, 2 volums
- Auteurs déguisés sous des noms étrangers, empruntés, supposés, faits à plaisir, chiffrés, renversés, retournés ou changés d'une langue en une autre, 1690
- Histoire de la Hollande, depuis la trêve de 1600, où finit Grotius, jusqu'à notre temps, 1690, 4 volums
- Vie de Descartes, 1691, 2 volums
- Vie de Richer, 1693.
- Dévotion à la Vierge et le culte qui lui est dû, 1694.
- Les vies des saints, composées sur ce qui nous est resté de plus authentique et de plus assuré dans leur histoire, 1701, 3 volums (tomo 9 - 1739).
- Histoire des démêlés du pape Boniface VIII avec Philippe le Bel, roi de France, 1717.
- Histoire des festes mobiles dans l'Eglise, suivant l'ordre des Dimanches & des Feries de la Semaine. París: Chez Jean de Nully, 1703. 2 volums: I (580 pp) II (799 pp).